# Der fernste Ort
Der fernste Ort ist eine Novelle des deutsch-österreichischen Autors Daniel Kehlmann, die erstmals 2001 beim Suhrkamp Verlag erschienen ist. Die Novelle erzählt in sechs Kapiteln vom Versuch des Protagonisten Julian, seiner Umgebung zu entfliehen, sein mittelmäßiges, bürgerliches Leben, das in Rückblenden beschrieben wird, hinter sich zu lassen. Der Titel Der fernste Ort leitet sich vom in der Novelle mehrfach genannten Ultima Thule ab, das seit der Antike sprichwörtlich für den äußersten Nordrand der Welt stand.

## Inhalt
Der Versicherungsmathematiker Julian wird von seinem Vorgesetzten Wöllner zu einer Tagung in einem Hotel nach Italien mitgenommen. Er soll dort einen Vortrag über elektronische Medien in der Risikokalkulation halten, hat sich aber bisher noch keine Gedanken darüber gemacht, was er sagen soll. Statt sich endlich vorzubereiten, geht Julian trotz der Warnung des Portiers vor gefährlichen Strömungen im nahen See schwimmen. Plötzlich befindet er sich in der Mitte des Sees und droht tatsächlich zu ertrinken. Er wird bewusstlos und kommt am Ufer wieder zu sich. Da fasst Julian den Plan, seinen Tod durch Ertrinken vorzutäuschen, um ein neues Leben zu beginnen. Er schleicht sich durch den Hintereingang des Hotels auf sein Zimmer, um sich anzuziehen und Geld für eine Bahnfahrkarte mitzunehmen. Brieftasche, Pass, Uhr, Brille und seine restlichen Sachen lässt er zurück.
Im zweiten Kapitel erfolgt eine Rückblende. Julian hörte als kleiner Junge erstmals in der Schule von Ultima Thule, dem fernsten Ort, der zum Thema seines Lebens wird. Mit elf Jahren lief Julian zum ersten Mal von zuhause weg. Er ging damals nach dem Mittagessen zum Bahnhof und setzte sich in den nächsten einfahrenden Zug. Als der Schaffner kam, kaufte ein fremder Herr eine Fahrkarte für ihn. Als Julian in einem ihm unbekannten Ort wieder ausstieg, sah er auf den Gleisen die Leiche einer Frau, die vor einen Zug gefallen war. Dieses Bild konfrontierte Julian mit der Vergänglichkeit und verfolgte ihn noch lange. Er wurde später im Park von einem Polizisten aufgegriffen und nach Hause gebracht. Dort erwarteten ihn ein tobender Vater und eine schweigende Mutter.
Julian stand schon immer im Schatten seines älteren Bruders Paul. Während der hochtalentierte Paul in der Schule regelmäßig hervorragende Noten erzielte, besaß Julian keine Begabungen oder Interessen und schaffte das Abitur nur mit Hilfe seines Bruders. Anschließend studierte Julian Mathematik. Nach einem Referat wurde ihm von Professor Kronensäuler eine Promotion über den (fiktiven) niederländischen Barockphilosophen und -mathematiker Jerouen Vetering angeboten. Paul, der seit seiner Jugend ein begabter Programmierer war, fand bei Infotoy-Software eine Anstellung. Julian lernte die Kommilitonin Clara kennen und ging mit ihr eine Beziehung ein. Schließlich wurde Clara schwanger.
Kapitel drei führt die ursprüngliche Handlung fort. Julian fährt mit der Eisenbahn in seine Heimatstadt und nimmt ein Taxi zu seiner Wohnung. Dabei achtet er darauf, dass er von niemandem gesehen oder gehört wird. In der Wohnung angekommen, geht er durch die einzelnen Räume und betrachtet nachdenklich Einrichtungsgegenstände und persönliche Unterlagen. Plötzlich wird er von seinem Bruder Paul überrascht, der ebenfalls einen Schlüssel für die Wohnung besitzt.
Im vierten Kapitel wird wieder zurückgeblendet. Julian wurde ins Krankenhaus gerufen, wo die schwangere Clara eine Totgeburt erlitt. Sie zogen trotzdem in die gemeinsame Wohnung. Julian nahm auch die Stelle an der Universität an und schrieb an der Monographie über Vetering. Dazu unternahm er auch eine Reise zu dessen Wohnhaus in einem Vorort von Den Haag. Schließlich brachte er seine Arbeit zu Ende und gab ihr den Titel Vetering. Person, Werk und Wirkung. Sie wurde gedruckt und von den Fachzeitschriften verrissen. Nachdem seine Mutter sich mit einer Überdosis Schlaftabletten das Leben genommen hatte, verschaffte ihm Paul eine Anstellung bei einer Versicherung. Die Arbeit machte Julian allerdings keine Freude, und mit seinem Kollegen Mahlhorn verstand er sich nicht. Mit seiner Kollegin Andrea begann er eine kurze Affäre. Auf der Geburtstagsparty seines Chefs Wöllner kündigte dieser an, ihn mit zu einer Tagung nach Italien zu nehmen, obwohl Julian geglaubt hatte, dieser könne ihn nicht leiden.
Kapitel fünf setzt die aktuelle Handlung fort. Paul erklärt Julian, dass er von einem Hotel in Italien einen Anruf erhalten habe. Ihm sei mitgeteilt worden, dass Julian vermisst werde und möglicherweise ertrunken sei. Daher habe er Julians Wohnung aufgesucht. Paul gibt ihm Geld, obwohl er Julians Handlungsweise nicht nachvollziehen kann. Danach wandelt Julian durch die Straßen seiner Heimatstadt und befindet sich plötzlich vor dem Gebäude seiner Versicherung. Da Sonntag ist und niemand anzutreffen sein wird, geht er noch einmal in sein Büro. Dort wählt er Claras Nummer, meldet sich jedoch nicht, als sie abhebt. Anschließend besucht er seinen Vater im Krankenhaus. Er wird aber von dem Todkranken nicht erkannt. Von einem Taxifahrer lässt er sich zu einem Nachtklub bringen, um sich einen gefälschten Pass zu besorgen. Der Geschäftsführer, der seinem Chef Wöllner zum Verwechseln ähnlich sieht, händigt ihm ohne Bezahlung einen Pass aus. Am Bahnhof kauft Julian von dem Geld, das er von Paul erhalten hat, eine Zugfahrkarte für eine lange Reise. Am Bahnsteig trifft er überraschend auf Paul, der ihm nochmals Geld gibt. Abschließend nehmen beide voneinander Abschied.
Kapitel sechs beschreibt zunächst die Zugfahrt. Julian wird im Zug von zwei Männern ausgeraubt, die ihm nicht nur sein ganzes Geld wegnehmen, sondern auch seinen Pass. Als der Zug auf freier Strecke hält, springt er hinaus, um die Räuber an der Flucht zu hindern. Der Zug fährt nun wieder an. Julian schafft es jedoch nicht, wieder aufzuspringen. Er geht zwischen den Schienen weiter und gelangt so zu einem Bahnhof. Dort wartet er auf den nächsten Zug.

## Pressestimmen
„Auch Der fernste Ort [...] wird mit leiser Stimme erzählt, aber in einer bildkräftigen Sprache. Diese Erzählung, ebenso fein wie genau "gearbeitet", mit vielen versteckten Bezügen, häufig verdeckten Verweisen und sanft gleitenden Übergängen, lässt den unmerklichen Schwund an Realität kaum erkennen. Julian verliert sich am Ende und holt so den Anfang wieder ein.“

„Ist der Ausbruch aus einem in vermeintlich festen Bahnen verlaufenden Leben in eine ganz andere Wirklichkeit möglich? Kann eine bereits bestehende Identität einfach verlassen, gelöscht und eine völlig neue kreiert werden? Dies alles in eine spannende und sprachlich äußerste präzise Form gebracht zu haben – besonders hervorgehoben sei die beeindruckende Schilderung des Badeunfalls zu Erzählbeginn –, ist das nicht geringe Verdienst des erst sechsundzwanzigjährigen Autors. Ein gutes Buch, ein sehr gutes sogar.“

„Es ist schwer zu sagen, worin die größte Stärke dieses voll ausgebildeten Erzählers liegt: In seiner scharfsichtigen (Alltags-) Beobachtungsgabe, seinem subtil beißenden Humor, seinem Hang zur philosophischen Anreicherung der eigenen Prosa? Die Gleichzeitigkeit dieser Qualitäten, ihre einnehmende Melange in einem lakonisch-melancholischen Erzählton, machen auch den Reiz von Kehlmanns neuer Erzählung aus, in der der Autor verblüffend formvollendet mit der Frage nach einem zweiten Anfang experimentiert.“

Der Literaturwissenschafter Gunther Nickel wies darauf hin, dass Der fernste Ort in seiner Erzählstruktur eine Idee wiederaufnehme und adaptiere, die sich bereits früher in der Literatur, beispielsweise der Novelle Der Baron Bagge (1936) von Alexander Lernet-Holenia findet.

## Film
Die Filmversion der Novelle befindet sich seit Sommer 2019 in Entwicklung. Stephan Littger schrieb das Drehbuch und führt Regie.

## Ausgaben
- 2001: Daniel Kehlmann: Der fernste Ort. Suhrkamp Verlag, 148 S., gebunden, ISBN 3-518-41265-5.
- 2004: Daniel Kehlmann: Der fernste Ort. Suhrkamp Verlag, 148 S., Taschenbuch, ISBN 3-518-45627-X.
- 2010: Daniel Kehlmann, Matthias Brandt: Der fernste Ort. Hörbuch Hamburg, Hörbuch, ISBN 3-89903-278-0.